# Esfera privada
L'esfera privada és l'oposat i el complement de l'esfera pública. L'esfera privada és un sector determinat de la vida en societat en la qual un individu gaudeix de cert grau d'autoritat, lliure d'intervencions governamentals o d'altres institucions. Exemples d'esfera privada són la família i la llar. Martin Heidegger sosté que és solament en l'esfera privada que algú pot ser autènticament si mateix.
En la teoria de l'esfera pública, en el model burgès, l'esfera privada és aquell domini de la vida d'algú en el qual es treballa per a si mateix. En aquest domini, les persones treballen, intercanvien béns i sostenen les seves famílies; és per tant, en aquest sentit, separat del restant de la societat.